# Försvarsmaktens personalansvarsnämnd
Försvarsmaktens personalansvarsnämnd (FPAN) är en svensk personalansvarsnämnd inom Försvarsmakten som verkat sedan 1993. Nämnden har sin stab i Stockholm, Uppland. 

## Bakgrund
Försvarsmaktens personalansvarsnämnd behandlar cirka 60 ärenden per år och inrättades 1993. Dess verksamhet regleras i 25 § myndighetsförordningen och 29 § i förordning (2007:1266) med instruktion för Försvarsmakten. Nämnden består av sju personer, ÖB (eller av ÖB utsedd person) som tillika är ordförande i nämnden. Vidare består nämnden av chefsjurist, personaldirektör, chefer utsedda av ÖB samt fackliga företrädare.

## Verksamhet
Nämnden kan pröva samtlig personal inom Försvarsmakten, undantaget tjänster utsedda/tillsatta av regeringen. Nämnden får i regel anmälan från Försvarsmaktens olika förbandschefer, som anmäler sin anställd på grund av personen begått allvarliga fel i tjänsten. Innan nämnden fattar beslut utreds ärendet vid en nämndens juridiska stab. Nämnden kan besluta om: varning/löneavdrag, uppsägning eller avsked. Beslutet i sig kan överklagas till allmän domstol. Om den av Försvarsmakten anställde anses skälig för misstanke om tjänstefel som kan ge annan påföljd än böter, är Försvarsmakten skyldig att anmäla händelsen till åtal.